# Wilhelm Sieger

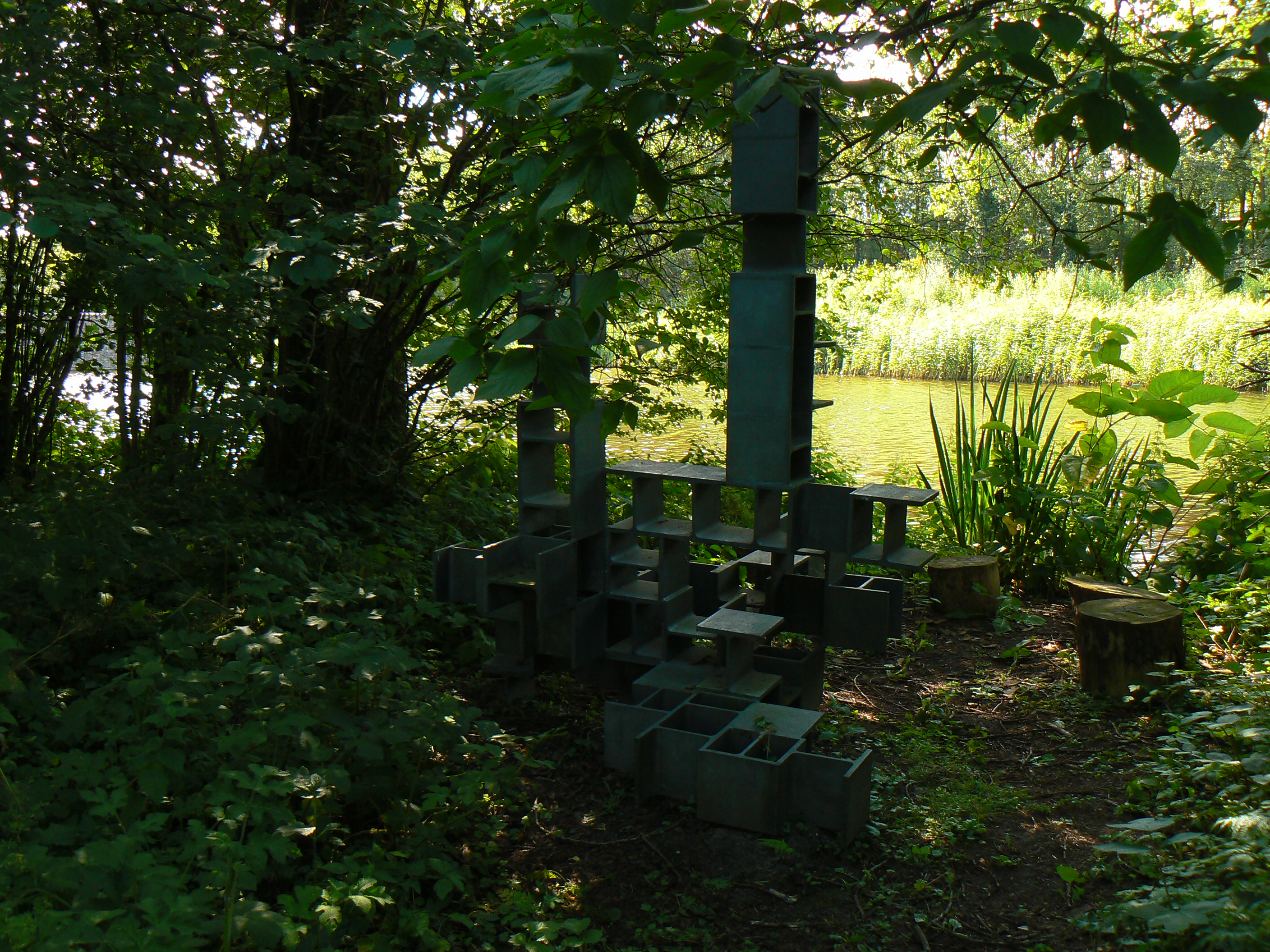
Siegerpark

Dr. Johann Gerhard Wilhelm Sieger (Amsterdam, 11 december 1886 – Amstelveen, 21 juni 1958) was een Nederlands scheikundige en directeur van de Amsterdamse Chininefabriek (ACF).

## Loopbaan
Wilhelm Sieger was een zoon van Johann Sieger (voluit eveneens geheten Johann Gerhard Wilhelm Sieger, 1856-1942), de oprichter van de ACF. Hij studeerde technische scheikunde (scheikundig ingenieur) aan de TH Delft en promoveerde daar in 1912 tot doctor in de technische wetenschappen.
In 1918 werd hij directeur van de ACF
Dr. Sieger was lid van de Amsterdamse Vereniging tot Bevordering van de Bijenteelt (AVBB).  Hij was overtuigd van de geneeskrachtige effecten van stoffen in bijengif, dat gebruikt werd bij de behandeling van reuma, en deed daar ook onderzoek naar.
In de jaren '20 van de 20e eeuw kocht Sieger een lap grond van circa 6 hectare aan de Sloterweg. Hij liet dit volgens ontwerp van de tuinarchitect Jan Bosma inrichten als een bij-vriendelijke tuin in Engelse landschapsstijl, met veel exotische bomen. Dit werd het Siegerpark, dat in 1936 werd geopend. Een deel van de grond werd toen het ("oude") Bijenpark. In 1950 heeft de familie Sieger het Siegerpark aan de gemeente Amsterdam verkocht.